# Леди Колин Кэмпбелл
Леди Колин Кэмпбелл (англ. Lady Colin Campbell; официальное имя Джорджия Арианна Зиади (англ. Georgia Arianna Ziadie), имя при рождении Джордж Уильям Зиади (англ. George William Ziadie)) (род. 17 августа 1949 года, Сент-Эндрю, Ямайка) — британская писательница, уроженка Ямайки, светская львица, теле- и радиоведущая, опубликовавшая восемь книг о британской королевской семье. Среди них биографии Дианы, принцессы Уэльской, которая была в списке бестселлеров New York Times в 1992 году, и биография Елизаветы Боуз-Лайон.

## Биография
Джорджия Арианна Зиади родилась на Ямайке 17 августа 1949 года, была зарегистрирована мальчиком под именем Джордж Уильям Зиади. Отец — Майкл Джордж Зиади, владелец универмага. Мать —  Глория Дей (урождённая Смедмор). В семье было четверо детей. Её семья, Зиади, занимала видное место на Ямайке, заработав своё состояние благодаря работе в сфере торговли. Джорджия утверждает, что её отец был русским графом, что делает её русской графиней. Она также утверждает, что её семья происходит от Карла Великого и Вильгельма Завоевателя.
При рождении у неё были сросшиеся половые губы и нестандартный клитор. Решение врачей на тот момент заключалось в том, чтобы зарегистрировать её как мальчика. Хотя в остальном её семейная жизнь была счастливой, Зиади говорила и писала о многих личных проблемах, с которыми она столкнулась, живя как мальчик, при том, что она не была физически мальчиком.
Кэмпбелл переехала с Ямайки в Нью-Йорк, чтобы поступить в Технологический институт моды. До 1970 года она не могла позволить себе корректирующую операцию, необходимую ей для того, чтобы придать её гениталиям типичный женский вид, но затем её бабушка узнала о состоянии Джорджии и дала ей необходимые на операцию 5000$. Сделав операцию, Зиади официально сменила своё имя с Джорджа Уильяма Зиади на Джорджию Арианну Зиади и получила новое свидетельство о рождении.
«Никто никогда не ложился под нож с таким рвением, как я. Вы могли бы подумать, что я отправляюсь в чудесный круиз, что, в некотором роде так и есть, я полагаю», - написала Зиади в своей автобиографии.
Ещё до операции она начала работать моделью в Нью-Йорке.

### Брак и семья
23 марта 1974 года, после пяти дней знакомства, она вышла замуж за лорда Колина Ивара Кэмпбелла, младшего сына одиннадцатого герцога Аргайлла. Его она описывала как: «У него была самая сильная личность из всех, кого я когда-либо встречала — он просто излучал силу, решительность и обаяние». Однако пара рассталась через девять месяцев из-за скандала вокруг её свидетельства о рождении и официально развелась через 14 месяцев. Джорджия успешно подала в суд на несколько изданий, в которых утверждалось, что она родилась мальчиком и впоследствии сделала трансгендерный переход, и обвинила своего бывшего мужа в продаже неправдивой истории.
В 1993 году она усыновила двух русских мальчиков, Михаила и Дмитрия.
В 2013 году она приобрела замок Горинг, родовой дом поэта Перси Биши Шелли, и загородный дом в Уэртинге, входящий в список объектов культурного наследия Великобритании.

## Карьера

### Писательская карьера
В 1982 и 1983 годах Кэмпбелл написала радиопантомимы для BBC под названием «Дик Уиттингтон и спящая красавица».
Кэмпбелл наиболее известна своими книгами о Диане, принцессе Уэльской, и королеве Елизавете Боуз-Лайон. Её книга, изданная в 1992 году, «Diana in Private: The Princess Nobody Knows» раскрыла информацию о борьбе Дианы с булимией и её романе с Джеймсом Хьюиттом. Кэмпбелл обвинили в том, что многое в её книге — выдумка, однако некоторые из утверждений в книге позже подтвердились. «Diana in Private: The Princess Nobody Knows» появилась в списке бестселлеров New York Times 1992 года.
В 2012 году Кэмпбелл написала книгу «The Queen Mother — The untold story of Elizabeth Bowes Lyon», которая была встречена критикой. Биографы Хьюго Викерс и Майкл Торнтон назвали неподтверждённые утверждения относительно происхождения королевы-матери, «странными» и «полнейшей чепухой».
В 2020 году леди Кэмпбелл выпустила ещё одну биографию под названием «Meghan and Harry: The Real Story», в которой она представила субъективный отчёт о жизни Меган и принца Гарри, романах и последующем разладе с королевской семьёй.
Также она написала книгу о королеве Елизавете II под названием «The Queen's Marriage» и книгу о своей матери под названием «Daughter of a Narcissus: A Family's Struggle to Survive their Mother's Narcissistic Personality Disorder».

### Телевидение
Кэмпбелл появилась в британском телешоу Comedy Nation. В ноябре 2015 года Кэмпбелл приняла участие в телешоу «I'm a Celebrity...Get Me Out of Here!». В следующем месяце она покинула программу до её завершения «по медицинским показаниям». В более позднем интервью Кэмпбелл сказала, что Тони Хэдли и Дункан Баннатайн издевались над ней, заставив покинуть шоу.
В 2016 году она снялась в документальном фильме под названием «Lady C and the Castle», который транслировался на ITV. В программе было намечено её путешествие по превращению обветшалого замка в место проведения свадьбы. В 2017 году она появилась в замке в эпизоде «Salvage Hunters». Она также появилась в «Through the Keyhole», где Кейт Лемон совершил посетил замок Горинга.
В июне 2019 года Кэмпбелл сказала, что движение «Me Too» в некотором смысле хорошо, но также «мешает мужчинам быть мужчинами». В августе того же года Кэмпбелл появилась в «Celebs Go Dating», показанном на E4.
В ноябре она появилась в программе «Доброе утро, Британия», чтобы защитить связи принца Эндрю с сексуальным преступником Джеффри Эпштейном, который был осужден за вовлечение несовершеннолетних в проституцию. В интервью она утверждала, что Эпштейн не был педофилом, а был эфебофилом, и утверждала, что существует разница между «несовершеннолетним и ребенком», хотя такое различие существуют в законодательстве нескольких европейских стран, например, в Польше или Италии, в Британском законодательстве такого юридического различия нет.
В 2021 году она участвовала в сериале MTV «Celebs on the Farm».

## Выборочная библиография
- Леди Колин Кэмпбелл. Meghan and Harry: The Real Story. — 2020.
- Леди Колин Кэмпбелл. The Queen's Marriage. — 2018. — ISBN 9781527209848.
- Леди Колин Кэмпбелл. The Untold Life of Queen Elizabeth The Queen Mother. — 2012. — ISBN 9780956803818.
- Tum Tum. With Love from Pet Heaven. — 2011. — ISBN 978-0955350795. (Написано от имени её собаки)
- Леди Колин Кэмпбелл. Daughter of Narcissus: A Family's Struggle to Survive Their Mother's Narcissistic Personality Disorder. — 2009. (Автобиография, профиль её матери)
- Леди Колин Кэмпбелл. The Real Diana. — 2005. (Переиздание её книги 1992 года с добавлением источников)
- Леди Колин Кэмпбелл. Empress Bianca. — 2005. (Изъято после юридических угроз со стороны Лили Сафра и впоследствии переиздано в 2008 году с поправками)
- Леди Колин Кэмпбелл. A Life Worth Living. — 1997. (Автобиография)
- Леди Колин Кэмпбелл. The Royal Marriages: What Really Goes on in the Private World of the Queen and Her Family. — 1993.
- Леди Колин Кэмпбелл. Diana in Private: The Princess Nobody Knows. — 1992.